# Sol d'estiu
Sol d'estiu és el tercer àlbum del cantautor alcoià Ovidi Montllor, enregistrat el 1971 per la discogràfica Discophon. Com en els seus treballs anteriors, el disc no hi compta amb cap títol explícit, popularitzant-se pel nom de la cançó més coneguda. És un senzill que només hi conté dues cançons, la citada "Sol d'estiu", i "Ell". Ambdues peces van despertar bones crítiques en la premsa. A La Vanguardia s'hi destaca que "el text és en ambdues un prodigi d'intenció certera i de gràcia expressiva, i la música arrodoneix l'encert perquè l'execució vocal resulte una viva lliçó lluminosa". Al País Valencià, la revista Gorg assenyala que "el disc, musicalment, és molt reeixit". A l'enregistrament, Ovidi Montllor va comptar amb la col·laboració de Francesc Pi de la Serra i de Toti Soler. Segons apunta la ressenya publicada a Gorg, l'àlbum tenia un preu de 80 pessetes.